# Comisión Kahan
La Comisión Kahan fue encargada el 28 de septiembre de 1982 por el primer ministro israelí Menájem Beguín al presidente de la Corte Suprema de Israel Yitzhak Kahan para investigar el papel del ejército israelí en las matanzas de Sabra y Chatila. La comisión estuvo integrada por el propio Presidente de la Corte Yitzhak Kahan, el juez de la Corte Suprema Aharon Barak y el general Iona Efrat.

## El informe
El informe de la comisión, hecho público en febrero de 1983, concluyó que la matanza había sido realizada única y exclusivamente por las falanges cristianas libanesas al mando de Elie Hobeika, si bien consideraba a Israel indirectamente responsable por no haber previsto lo que iba a suceder y actuar en consecuencia. De igual manera, criticaba duramente la indiferencia e imprudencia de algunos ministros y mandos militares israelíes, calificaba de «negligencia grave» la conducta del jefe del Estado Mayor, el general Rafael Eytan y, especialmente, consideraba que el por aquel entonces ministro de Defensa, Ariel Sharón, «faltó a sus obligaciones», por lo que recomendaba su destitución.
Según Henry Kissinger, «[la comisión Kahan] fue un gran tributo a la democracia israelí (...) Hay muy pocos gobiernos en el mundo que hagan una investigación pública de un episodio tan difícil y vergonzoso.»